# Ugandinella formicula
Ugandinella formicula Wesolowska, 2006 è un ragno appartenente alla famiglia Salticidae. È l'unica specie nota del genere Ugandinella.

## Etimologia
Il nome del genere deriva dalla nazione di rinvenimento degli esemplari, l'Uganda, seguita dal suffisso vezzeggiativo -inella.

## Biologia
Questo ragno è mirmecomorfo, cioè imita le formiche nelle sembianze e nel comportamento.

## Distribuzione
La specie è endemica dell'Uganda.